# Moraleja de Sayago (kommun)
Moraleja de Sayago är en kommun i Spanien.   Den ligger i provinsen Provincia de Zamora och regionen Kastilien och Leon, i den centrala delen av landet, 210 km väster om huvudstaden Madrid. Antalet invånare är 260.